# ボリション
ディープシルバーボリション (Deep Silver Volition, LLC) はかつて存在したアメリカ合衆国イリノイ州シャンペーンのビデオゲームデベロッパーである。1996年にParallax SoftwareがVolitionとOutrage Entertainmentに分割されて成立した。

## 歴史
Interplay Entertainmentがパブリッシャーだったころ、ボリションはFreeSpaceシリーズというスペースシミュレーションゲームを制作していた。Interplayが財政的に傾き始めると、2000年、ボリションはTHQに買収される。それ以来、ボリションはRed Factionシリーズ、Summonerシリーズ、The Punisher、Saints Rowシリーズなど、多くの高評価タイトルを制作してきた。
ギレルモ・デル・トロとの共同制作タイトルInsaneが2010 Spike Video Game Awardsにおいて発表されたが、ボリションによる開発は2012年にキャンセルされた。デル・トロはInsaneは現在未公開のデベロッパーによって開発されていると発表している。
THQが破産申請を出すと、多くの企業がTHQのアセットに興味を示した。THQは様々なアセットを販売することによって従業員たちの雇用を守ろうとした。ワーナー・ブラザース、エレクトロニック・アーツ、テイクツー・インタラクティブ、ユービーアイソフト、Deep Silver、シカゴから来た名もなき集団がその週のうちにやって来た、とボリションのゼネラルマネージャーDan Cermakは語った。結局、ボリションはKoch Mediaによって2230万ドルで買い取られた。実際のところ、ユービーアイソフトが540万ドルで入札した以外、その他の企業からの入札はなかった。
THQのアセット競売において、ボリションは2番目に高価な値段で落札された(最も高価だったのはRelic Entertainment)。スタジオが制作したSaints Row: The Thirdの成功などから、このスタジオにはその価格に見合うだけの価値があると考えられている。2011年11月半ばのリリースから2012年末までに、Saints Row: The Thirdは550万本の売り上げを記録した。THQはゲームのダウンロードコンテンツパックが、予想以上に上手くいっているとも語っている。
2013年にTHQが倒産。ボリションとSaints RowフランチャイズはKoch Mediaによって獲得され、今後のタイトルはDeep Silverブランドから発売されることとなった。Deep SilverはRed FactionとSummonerのフランチャイズは獲得せず、スウェーデンのゲーム会社Nordic Gamesがこれらを獲得した。
2023年8月31日、親会社であるEmbracer Groupの再編プログラムの一環によって閉鎖され、30年の歴史に幕を閉じた。Embracer Groupは同年5月、「変革的提携」と題した大規模な取引に失敗。サウジアラビアの政府系ファンドのSavvy Games Groupと提携して6年間で得るはずだった20億ドル以上の契約開発収入を失った。再編プログラムはこの取引失敗によるものであり、スタジオ閉鎖やレイオフが行われる中、ボリションもあおりを受ける形で急遽閉鎖が決定した。看板タイトルであるSaints RowシリーズとRed FactionシリーズのIPはPLAION（旧・Koch Media）が所有する形で存続していくことがDeep Silverによって公表されている。

## 作品
- Descent: FreeSpace – The Great War（英語版） (1998)
- FreeSpace 2（英語版） (1999)
- Summoner（英語版） (2000)
- Red Faction（英語版） (2001)
- Summoner 2（英語版） (2002)
- Red Faction II（英語版） (2002)
- The Punisher（英語版） (2005)
- Saints Row (2006)
- Saints Row 2 (2008)
- Red Faction: Guerrilla (2009)
- Red Faction: Armageddon（英語版） (2011)
- Saints Row: The Third (2011)
- Saints Row IV (2013)
- Saints Row: Gat out of Hell (2015)
- Agents of Mayhem（英語版） (2017)
- Saints Row(2022) (2022)